# Trenčianske Mitice
Trenčianske Mitice (Hongaars: Trencsénmitta) is een Slowaakse gemeente in de regio Trenčín, en maakt deel uit van het district Trenčín.
Trenčianske Mitice telt 789 inwoners.